# Сафроненко Юрій Юрійович
Юрій Юрійович Сафроненко — старший сержант Збройних Сил України, учасник російсько-української війни, що загинув у ході російського вторгнення в Україну в 2022 році.

## Життєпис
Юрій Сафроненко народився 1979 року в селищі Івано-Франковому Яворівського району на Львіщині, де й мешкав. З 2014—2022 року брав участь в АТО та ООС у складі 24-ї окремої механізованої бригади імені Короля Данила. З початком повномасштабного російського вторгнення в Україну був мобілізований й перебував на передовій. Загинув 23 березня 2022 року разом із старшим солдатом Олексієм Дзизюком унаслідок бойового зіткнення та масового артилерійського обстрілу в боях біля Попасної на Луганщині. Був похований у с.м.т. Івано-Франкове Львівської області 2.4.2022 р..

## Нагороди
- Орден «За мужність» III ступеня (2022, посмертно) — за особисту мужність і самовіддані дії, виявлені у захисті державного суверенітету та територіальної цілісності України, вірність військовій присязі.